# Antônio dos Passos Miranda
Antônio dos Passos Miranda (Recife, 29 de março de 1847 — Belém, 8 de dezembro de 1899) foi um político brasileiro.
Formou-se Advogado pela Faculdade de Direito do Recife em 1860. Foi Deputado pela Província do Amazonas nas 18a e 20a Legislaturas, de 17 de janeiro de 1882 a 3 de setembro de 1884 e 3 de maio de 1886 a 17 de junho de 1889, respectivamente. Foi Presidente das Províncias de Sergipe (entre 15 de janeiro de 1874 e 30 de abril de 1875), do Amazonas (entre 7 de julho de 1875 e 27 de maio de 1876), do Rio Grande do Norte (entre 20 de junho de 1876 e 18 de abril de 1877) e de Alagoas (entre 16 de maio de 1877 e 8 de fevereiro de 1878). Casou-se em primeiras núpcias com Maria Annunciada Henrique Jorge, aproximadamente no ano de 1866. Tornou a casar-se com Antônia de Mattos.